# Candida Höfer
Candida Höfer (Eberswalde, 4 febbraio 1944) è una fotografa tedesca.
Candida Höfer vive e lavora a Colonia.

## Mostre (selezione)
- 1982 Museum Folkwang, Essen
- 1984 Rheinisches Landesmuseum Bonn, Bonn
- 1988 Palazzo San Galgano, Siena - L'immagine delle donne
- 1992 Hagener Kunstverein, Copenaghen; Städtische Galerie Haus Seel, Siegen
- 1993 Hamburger Kunsthalle; Leonhardi-Museum, Dresda; Kunsthalle Bern, Svizzera
- 1994 Castello di Rivara, Torino, Italia; Neuer Aachener Kunstverein, Aquisgrana
- 1995 Galerie Sonnabend, New York, USA
- 1998 Kunstverein Recklinghausen
- 1999 Kunsthalle Basel, Svizzera
- 2000 Palacio del Embarcadero, Santander, Spagna; Kupferstichkabinett Dresden; Kunsthalle Nürnberg
- 2001 Musee des Beaux-Arts et de la Dentelle, Calais, Francia; Kunsthalle in Emden
- 2002 Kaiser Wilhelm Museum, Krefeld; Documenta11, Kassel; Altonaer Museum, Amburgo
- 2004 Kunsthalle Kiel
- 2005 Norton Museum of Art, West Palm Beach, USA
- 2007 Neues Museum Weimar, 2008
- 2008 ZKM, Karlsruhe, 2008
- 2009 Museum Morsbroich, Leverkusen
- 2010 MARCO Museo de Arte Contemporánea de Vigo, Spagna
- 2012 Nordrhein-Westfälische Akademie der Wissenschaften und Künste, Düsseldorf: Haus der Wissenschaften Düsseldorf 2012
- 2013 Ben Brown fine arts, Londra: Candida Hofer. A return to Italy
- 2014 Fondazione Bisazza, Montecchio Maggiore, Vicenza, Italia: Candida Höfer. Immagini di Architettura

## Premi
- Kunstpreis Finkenwerder 2007  (für ihr Lebenswerk)